# Сочи Автодром
Сочи Автодром (първоначално известна като Сочи Интернешънъл) е писта за провеждане на автомобилни състезания в Сочи, Русия. Проектираната от германския архитект Херман Тилке писта с дължина 5853 km се намира в Олимпийския парк Сочи, на самия бряг на Черно море, и комбинира градско трасе със специално изградени за състезателни цели участъци.
Сочи Автодром е открита скоро след провеждането на Зимните олимпийски игри през 2014 г. и от същата година е домакин на състезанието за Голямата награда на Русия от световния шампионат на Формула 1. По този начин пистата става третата най-дълга в календара на Формула 1, след Спа-Франкоршан в Белгия и Силвърстоун във Великобритания.
Първото състезание за Голямата награда на Русия от Формула 1 се провежда на 12 октомври 2014 г. и е спечелено от британския пилот Люис Хамилтън с Мерцедес. Втори завършва другият пилот на отбора Нико Розберг, което носи на Мерцедес първа в историята им Световната титла при конструкторите.
Изграждането на Сочи Автодром продължава традицията на Голямата награда на Русия след 100-годишно прекъсване и бележи края на 30-годишна кампания и няколко неуспешни опита за възстановяване на състезанието, включително планове за учредяване на Голяма награда на Съветския съюз още от 1983 г., които са изоставени.
Победители в Гранд При на Русия във Формула 1
| Година | Пилот         | Конструктор | Статистика |
| ------ | ------------- | ----------- | ---------- |
| 2017   | Валтери Ботас | Мерцедес    | Статистика |
| 2016   | Нико Росберг  | Мерцедес    | Статистика |
| 2015   | Луис Хамилтън | Мерцедес    | Статистика |
| 2014   | Луис Хамилтън | Мерцедес    | Статистика |